# 金子皆子
金子 皆子（かねこ みなこ、1925年1月8日 - 2006年3月2日）は、埼玉県出身の俳人。旧姓・塩谷。秩父郡野上村（現・長瀞町）生まれ。1947年、金子兜太と結婚し句作をはじめる。1953年、兜太の所属誌「風」に投句開始。1955年、風賞受賞。1962年、兜太の「海程」創刊に参加し、発行事務を全面的に担当する。海程賞、1988年、第35回現代俳句協会賞、2005年、『花恋』で第1回日本詩歌句大賞受賞。1996年頃より癌を患い長く闘病生活にあった。2006年3月2日死去、81歳。

## 句集
- むしかりの花
- 黒猫
- さんざし
- 花恋